# Prophecy (Soulfly-Album)
Prophecy ist das vierte Studioalbum der Metal-Band Soulfly. Es erschien im März 2004 bei Roadrunner Records.

## Entstehung und Stil
Im Zuge der Aufnahmen zu Prophecy kam es zu einigen Veränderungen im Line-up der Band. So stieß Schlagzeuger Joe Nunez wieder zur Band, der bereits bei Primitive mitgewirkt hatte. Am Bass ist bei einigen Titeln Megadeth-Bassist David Ellefson zu hören, die anderen spielte Bobby Burns, zuvor bei Primer 55, ein. Auf der Bandwebseite erklärte Max Cavalera, dass er die Veränderungen schon länger geplant hatte. Auf jedem Soulfly-Album seien Besetzungswechsel an der Tagesordnung, dies wolle er fortsetzen:

„Das ist eine Idee, die mir schon längere Zeit vorschwebte. Ich wollte nie, dass Soulfly eine Band wie Metallica wird, immer mit den gleichen vier Leuten. Auf jedem Album von Soulfly haben wir die Besetzung geändert, und das wird wahrscheinlich auch weiterhin so gehen. Ich will immer neue Musiker kennenlernen und mit ihnen spielen.“

Allerdings hielt er dann einige Zeit an der Besetzung dieses Albums fest. Das Album weist Einflüsse aus Weltmusik und Reggae (Moses) auf. Einen derartigen Stilmix hatte es bereits auf Roots gegeben. In the Meantime ist ein Cover von Helmet. Das Albencover wurden von dem Tätowierkünstler Leo Zulueta entworfen.

## Rezeption
Boris Kaiser vergab im Magazin Rock Hard neun von zehn Punkten. Er bezeichnete das Album als „das beste Stück Musik aus dem Sepultura/Soulfly-Umfeld seit dem völlig kompromisslosen ´91er State-of-the-art-Thrash-Klassiker Arise.“

## Titelliste
1. „Prophecy“ – 3:35
2. „Living Sacrifice“ – 5:03
3. „Execution Style“ – 2:18
4. „Defeat U“ – 2:10
5. „Mars“ – 5:25
6. „I Believe“ – 5:53
7. „Moses“ – 7:39
8. „Born Again Anarchist“ – 3:43
9. „Porrada“ – 4:07
10. „In the Meantime“ – 4:45
11. „Soulfly IV“ – 6:04
12. „Wings“ – 6:05